# Rosemary Clooney
Rosemary Clooney (Maysville, 23 de maig de 1928 - Beverly Hills, 29 de juny de 2002) va ser una cantant nord-americana de música lleugera. També va ser actriu de Hollywood, que va intervenir com a protagonista femenina en pel·lícules famoses, com ara White Christmas.
Encara que sense habilitats d'improvisació, va fer diverses aproximacions al jazz (on es troben les seves arrels musicals) per la via del swing. Les seves especialitats van ser les balades i els estàndards. Es va fer famosa durant els anys cinquanta. És considerada com una valuosa intèrpret, amb un afinat sentit del swing, amb un fraseig acurat i amb unes qualitats dramàtiques considerables en la interpretació.

## Biografia
Va signar per Columbia el 1950 i va aconseguir diversos èxits amb aquesta companyia, entre els quals es troben cançons com You're Just in Love, Beautiful Brown Eyes, Half As Much i Hey There, Come on-A My House i If Teardrops Were Pennies. Va aconseguir 13 èxits dins del Top 40 durant aquesta dècada, incloent duets amb Guy Mitchell i Marlene Dietrich. La revolució del rock i la seva decisió de dedicar-li més temps a la seva família van comportar la seva semi-retirada. Va tornar a la fi dels 70, cantant amb renovada força i confiança temes d'orientació jazzística per a Concord. Al llarg dels vuitanta i noranta va seguir gravant, sobretot estàndards i recopilatoris.
Rosemary Clooney va ser tia de l'actor nord-americà George Clooney, amb la qual aquest va començar a treballar quan era jove. Es va casar amb el també actor José Ferrer, amb qui va tenir dos fills: Miguel Ferrer i Rafael.
Fumadora al llarg de molts anys, Rosemary Clooney va ser diagnosticada amb càncer de pulmó a la fi de 2001. Al voltant d'aquest temps va donar el seu últim concert, a Hawaii, recolzat per la Honolulu Symphony Pops, la seva última cançó va ser God Bless America. Malgrat la cirurgia va morir sis mesos més tard, el 29 de juny de 2002, a la seva casa de Beverly Hills. El seu nebot, l'actor George Clooney, va ser un dels que van portar el fèretre en el seu funeral, al que van assistir nombrosos actors, incloent Al Pacino.
Està enterrada en el cementiri de Sant Patricio, Maysville.
En 2003, Rosemary Clooney va ser inclosa en l'exposició Women Kentucky Remembered, i el seu retrat elaborat per Alison Lyne està en exhibició permanent en la rotonda del Capitoli de l'Estat de Kentucky.
Al setembre de 2007 un mural tot recordant els moments de la seva vida va ser pintat al centre de la ciutat de Maysville. En aquest mural es destaca la seva amistat per a tota la vida amb Blanche Chambers, i la seva carrera com a cantant. Va ser pintat pels muralistes Louisiana Robert Dafford, Rosega Herb i Chigoy Brett com a part del projecte Maysville Floodwall Murals. El seu germà Nick Clooney va parlar durant la inauguració del mural, tot explicant les diverses imatges a la multitud assistent.

## Selecció discogràfica
- 1954: Irving Berlin's White Christmas (Columbia)
- 1955: Live at the London Palladium (Phillips)
- 1956: Blue Rose' (Columbia)
- 1963: Love (Reprise)
- 1978: Tribute to Billie Holiday (Here's to My Lady) (Concord Jazz)

## Filmografia
- Tony Pastor and His Orchestra (1947)
- Slaughter Trail (1951)
- The Stars Are Singing (1953)
- Here Come the Girls (1953)
- Red Garters (1954)
- White Christmas (1954)
- Deep in My Heart (1954)
- Frasier (1993), sèrie de televisió
- Radioland Murders (1994)
- ER (1994), sèrie de televisió
- Marlene Dietrich: Her Own Song (2002), documental